# Edith Ogden Heidel
Edith Hope Ogden Heidel (Saint Paul (Minnesota), 8 de febrer del 1870 - 7 de desembre del 1956) fou una escultora i sufragista estatunidenca.

## Biografia
Nasqué a Saint Paul (Minnesota). Va estudiar escultura amb Augustus Saint-Gaudens en la Lliga d'estudiants d'Art de Nova York. Durant la dècada del 1890 es traslladà a Washington, DC. Al voltant del 1901 ensenyava Escultura a Corcoran, a l'Escola d'Art i Disseny, i entre el seu alumnat, hi havia Rudolph Evans. Del 1898 al 1924 va participar en les exposicions de la Societat d'Artistes de Washington i també mostrà el seu treball en la Lliga Nacional de Dones Americanes del Districte de Colúmbia (NLAPW) i en el Club d'Arts de Washington. Molt involucrada en el moviment per la igualtat de drets, Heidel creà una sèrie d'escultures per a la causa. Una, La porta tancada, va aparéixer en la portada de l'òrgan del Partit Nacional de les Dones, en la revista Equal Rights. Una altra, titulada La dona pensant, s'inspirà en El pensador d'Auguste Rodin i la donà al Partit el 1922 per a col·locar-la en l'edifici de la seu al Capitoli. Heidel està enterrada en el cementeri d'Oakland de Saint Paul.